# Paolo Budinich
Paolo Budinich (Lussingrande, 28 agosto 1916 – Trieste, 15 novembre 2013) è stato un fisico italiano.

## Biografia
Fisico teorico di famiglia lussignana, crebbe e studiò a Trieste, dove la famiglia risiedeva da tempo, in quanto il padre Antonio, laureato in storia a Vienna, era insegnante di storia e filosofia in un liceo scientifico, lo stesso nel quale Paolo Budinich si diplomò nel 1934. Si iscrisse all'Università degli Studi di Pisa e fu ammesso alla Scuola Normale Superiore al secondo tentativo. Nel 1939 conseguì la laurea in fisica con il Prof. Luigi Puccianti.
Sempre nello stesso anno ottenne l'incarico di insegnante di fisica sulla nave scuola Amerigo Vespucci, facente parte della Accademia navale di Livorno.
Durante la seconda guerra mondiale prestò servizio come guardiamarina sui sommergibili e come osservatore aereo; nel 1941 venne catturato da una corvetta inglese e divenne quindi un prigioniero di guerra, trasportato prima in Inghilterra e poi negli Stati Uniti.
Nel 1951 lavorò con Werner Heisenberg a Gottinga e nel 1954 con Wolfgang Pauli a Zurigo.
Fu uno dei maggiori fautori dell'affermazione del Sistema Trieste come polo scientifico di peso internazionale. Nel 1964, assieme ad Abdus Salam, fondò a Trieste il Centro internazionale di fisica teorica Centro internazionale di fisica teorica (ICTP). Nello stesso anno diede vita all'Advanced School of Physics, che nel 1978 egli trasformò fondando la Scuola internazionale superiore di studi avanzati (SISSA), istituto di ricerca e di perfezionamento a statuto speciale, della quale fu il primo direttore. Assieme alla Scuola normale di Pisa, la SISSA fu la prima in Italia ad offrire corsi post laurea per il conseguimento del titolo di PhD.
Nell'autobiografia intitolata L'arcipelago delle meraviglie, pubblicata nel 2000, auspica un riavvicinamento fra scienza e filosofia e prevede una sempre maggiore capacità dei matematici di descrivere realtà fisiche sconosciute.

## Onorificenze
Nel 1974 gli è stato conferito il premio San Giusto d'Oro dai cronisti del Friuli Venezia Giulia.